# TOI-2583
TOI-2583 — двойная звезда в созвездии Геркулеса на расстоянии приблизительно 1805 световых лет (около 553 парсек) от Солнца. Возраст звезды определён как около 4,4 млрд лет.
Вокруг звезды обращается, как минимум, одна планета.

## Характеристики
Первый компонент (TOI-2583A) — жёлтый карлик спектрального класса G1V. Звёздная величина диапазона G звезды — +12,453m. Масса — около 1,215 солнечной, радиус — около 1,477 солнечного, светимость — около 2,445 солнечной. Эффективная температура — около 5916 K.
Второй компонент (TOI-2583B). Звёздная величина диапазона G звезды — +18,707m. Удалён на 5,26 угловой секунды (в среднем около 2927 а.е.).

## Планетная система
В 2022 году группой астрономов, работающих в рамках программы TESS, было объявлено об открытии планеты TOI-2583 Ab.